# 이중지진
이중지진(Doublet earthquake), 다중지진(multiplet earthquakes), 중복지진은 짧은 시간 간격을 두고 같은 위치에서 일어나는 거의 비슷한 파형을 가진 여러 지진 무리들을 의미한다. 대부분의 이중지진은 수십 초 내 거의 동시에 여러 번 일어나지만, 때로는 수 년 이상의 간격을 두고 거의 비슷한 규모의 두 번 이상의 단일한 본진으로 일어난다. 지진 규모는 거의 0.4 이내로 같으며 이는 여진이 규모와 빈도가 점차 줄어든다는 오모리 법칙이나 지진 규모와 총 빈도와의 관계인 구텐베르크-릭터 법칙과는 정면으로 위배되는, 단일 지진이 여러 번 일어나는 현상이다.
또한 본진의 단층파열 주변에서 일어나는 여진은 다양한 곳에서 여러 환경으로 일어나 지진 파형이 거의 다 다른 반면에 이중지진은 단층의 파열 영역과 응력장이 같은 곳에서 일어났기 때문에 지진파형도 거의 비슷하다. 이중지진은 단층 파열이 같은 곳에서 중복되어서 일어나는데 규모 M7.5의 지진에서는 100km 가까이 중첩될 수 있다. 이중지진은 지진파의 에너지가 다른 단층 파열대를 건들어 멀리 떨어진 곳에서 지진을 일으키는 유발지진과도 구분된다고 여겨지나 이러한 구분법은 물리적 실재보다는 부정확한 관측을 바탕으로 생겨난 것이라 추정하고 있다.

## 원인
이중지진이 일어나는 원인으로는 단층이나 습곡대에 있는 애스패리티 같은 불규칙한 모양의 파열대의 돌기가 본진의 단층파열을 일시적으로 막아서 생기는 것으로 추정하고 있다. 탄성발발론에 따라 암반의 응력으로 인해 본진이 일어난 후 다음 지진을 일으킬 때까지 충분한 응력을 받기 위해 수십 년 이상의 세월이 걸리는 일반적인 지진과는 달리 이중지진에서는 애스패리티가 파열되며 갇힌 응력의 일부만을 방출한다. 이로 인해 애스패리티에 쌓인 응력이 오히려 늘어나 수 초에서 수년 안에 지진이 또 다시 일어나게 된다. 1997년 하르나이 지진에서는 모멘트 규모 Mw7.0의 본진이 일어난 지 19초 후에 곧바로 규모 Mw6.8의 지진이 일어났다. 이렇게 강력한 지진이 짧은 간격을 두고 연속적으로 일어날 경우 실질적으로 체감하는 지진의 진동은 흔들리는 시간이 더 길어지며 강한 흔들림의 영향을 받는 지역이 더 늘어나는 영향을 준다. 이후의 강한 충격은 이미 이전의 지진으로 약화된 구조물을 붕괴시키거나 심각한 피해를 주어 구조 및 재해 복구 노력에 심각한 지장을 준다.

## 영향
본진의 구분은 다소 임의적이기 때문에 본진 이후 거의 비슷한 규모의 전진이나 여진이 일어날 수 있지만 1970년대에서 80년대 이후 지진파에 대한 연구가 심화되면서 비슷한 규모의 지진들이 연달아 일어난 사건 중 일부는 비정상적으로 규모가 큰 전진이나 여진이 일어난 것이 아니라는 것이 밝혀졌다. 일부 연구에서는 규모 M7.5 이상의 규모가 큰 지진 중 20% 가까이가 이중지진이며 경우에 따라 일부 논문에서는 그 비율을 37-75%까지 잡기도 한다. 이론적으로는 매우 좁은 의미에서의 이중지진을 가정할 경우 15번의 지진 중 1번이 이중지진(대략 7%)라고는 하나 솔로몬 제도에서 일어난 규모 M6 이상의 지진 57건을 분석한 결과 6개(대략 10%)가 이중지진이며 규모 M7.0 이상의 지진 15건 중 4개(대략 25%)가 이중지진이라는 것이 밝혀졌다.
이중지진과 같이 다중지진이 한꺼번에 여러 번 몰려오는 사건은 지진 재해 대비를 위한 고유지진 모델에 심각한 영향을 준다. 고유지진 모델에서는 단층대를 '세그먼트'로 분할하여 세그먼트의 길이에 따라 단층 파열 정도 및 최대 지진 규모가 제한되어 있다고 가정한다. 대부분의 경우에는 이중지진과 같은 현상은 거의 일어나지 않기 때문에 자연스럽게 이중지진 가능성을 배제하게 된다. UCERF3과 같은 새로운 지진 분석 기법에서는 서로 다른 규모의 지진이 동시다발적으로 일어나는 다중 세그먼트 파열 모델을 통해 이 문제를 해결한다.

## 같이 보기
- 군발지진

## 참고 문헌
- Beroza, Gregory C.; Cole, Alex T.; Ellsworth, William L. (1995년 3월 10일), “Stability of coda wave attenuation during the Loma Prieta, California, earthquake sequence” (PDF), 《Journal of Geological Research》 100 (B3): 3977–3987.

- Donner, Stefanie; Ghods, Abdolreza; Krüger, Frank; Rößler, Dirk; Landgra, Angela; Ballato, Paolo (April 2015), “The Ahar-Varzeghan Earthquake Doublet (Mw 6.4 and 6.2) of 11 August 2012: Regional Seismic Moment Tensors and a Seismotectonic Interpretation”, 《Bulletin of the Seismological Society of America》 105 (2a): 791—, doi:10.1785/0120140042.

- Felzer, Karen R.; Abercrombie, Rachel E.; Ekström, Göran (February 2004), “A Common Origin for Aftershocks, Foreshocks, and Multiplets”, 《Bulletin of the Seismological Society of America》 94 (1): 88–98.

- Hough, Susan E.; Jones, Lucille M. (1997년 11월 11일), “Aftershocks: Are They Earthquakes or Afterthoughts?”, 《Eos, Transactions American Geophysical Union》 78 (45): 505–520, 2019년 4월 1일에 원본 문서에서 보존된 문서, 2019년 4월 1일에 확인함.

- Kagan, Yan Y.; Jackson, David D. (October 1999), “Worldwide Doublets of Large Shallow Earthquake” (PDF), 《Bulletin of the Seismological Society of America》 89 (5): 1147–1155, 2014년 3월 23일에 원본 문서 (PDF)에서 보존된 문서, 2019년 4월 1일에 확인함.

- Lin, Cheng-Horng; Yeh, Yih-Hsiung; Ando, Masataka; Chen, Kuang-Jung; Chang, Tao-Ming; Pu, Hsin-Chieh (December 2008), “Earthquake Doublet Sequences: Evidence of Static Triggering in the Strong Convergent Zones of Taiwan” (PDF), 《Terrestrial, Atmospheric and Oceanic Sciences》 19 (6): 589–594, doi:10.3319/TAO.2008.19.6.589(PT), ISSN 2311-7680, 2017년 8월 8일에 원본 문서 (PDF)에서 보존된 문서, 2019년 4월 1일에 확인함.

- Massin, Frederick; Farrell, Jaime; Smith, Robert B (2013년 5월 1일), “Repeating earthquakes in the Yellowstone volcanic field: Implications for rupture dynamics, ground deformation, and migration in earthquake swarms” (PDF), 《Journal of Volcanology and Geothermal Research》 257: 159–173, doi:10.1016/j.jvolgeores.2013.03.022, ISSN 0377-0273.

- Nissen, E.; Elliott, J. R.; Sloan, R. A.; Craig, T. J.; Funning, G. J.; Hutko, A.; Parsons, B. E.; Wright, T. J. (April 2016), “Limitations of rupture forecasting exposed by instantaneously triggered earthquake doublet”, 《Nature Geoscience》 9: 330–336, doi:10.1038/ngeo2653.

- Oike, Kazuo (November 1971), “On the Nature of the Occurrence of Intermediate and Deep Earthquakes: 3.  Focal Mechanisms of Multiplets” (PDF), 《Journal of the Disaster Prevention Research Institute》, 21, Part 2 (189): 153–178.

- Poupinet, G.; Ellsworth, W. L.; Frechet, J. (1984년 7월 10일), “Monitoring Velocity Variations in the Crust Using Earthquake Doublets: An Application to the Calaveras Fault, California”, 《Journal of Geological Research》 89 (B7): 5719–5731.

- Field, Edward H.;  외. (WGCEP) (March 2015), “UCERF3: A New Earthquake Forecast for California's Complex Fault System” (PDF), 《U.S. Geological Survey》, Fact Sheet 2015–3009, doi:10.3133/fs20153009, ISSN 2327-6932.